# Consuelo Varela Bueno
Consuelo Varela Bueno (Granada, 9 de desembre de 1945) és historiadora del CSIC, experta en Cristòfor Colom. Ha estat directora de l'Escola d'Estudis Hispanoamericans (EEHA) i directora dels Reales Alcázares de Sevilla.
És autora d'un centenar d'articles i d'una dotzena de llibres (tres d'ells traduïts a l'anglès, francès i italià).

## Obra
- Cristóbal Colón. Textos y documentos Completos Madrid, 1982. ISBN 84-206-2320-2
- Colón y los florentinos, 1988. Alianza Editorial. ISBN 84-206-4222-3.
- Cristóbal Colón: retrato d'un hombre, 1992. Alianza Editorial. ISBN 84-206-9644-7
- Americo Vespucci, Roma-Caracas, 1999.
- Brevísima relación de la Destruyción de las Indias, Madrid, 2000. ISBN 84-7039-833-4
- Cristóbal Colón: de corsario a almirante, 2005. Barcelona, Lunwerg. ISBN 84-672-1784-7
- La caída de Cristóbal Colón: el juicio de Bobadilla, 2006. Marcial Pons, Ediciones de Historia. ISBN 978-84-96467-28-6